# كيدي 3
كدي3 هي ثالث سلسلة إصدارات من لبيئة سطح المكتب كدي. واحتوت على ستة إصدارات رئيسية

## كدي 3.0
كيدي 3.0 قدم دعم أفضل للاستعمال المقيد لتبلية احتياجات المؤسسات التي لاتسمح لجميع المستخدمين لاستخدام جميع البرامج حيث قدمت كدي3 لوحة تحكم يمكن من خلالها استخدام نفس نظام الصلاحيات المستخدمة في أنظمة اليونكس للتحكم بصلاحيات المستخدم
قدم هذا الإصدار كذلك برنامج كديبرنت حيث صمم ليتوافق مع عدة محركات طبع كما قدم الإصدار مكتبة دفتر عناوين التي تسمح لجميع تطبيقات كدي باستخدام دفتر عناوين موحد

## كدي 3.1
قدم هذا الإصدار نوافذ وايقونات افتراضية جديدة كما قام بإضافة عدد من التحسينات على البرامج المدمجة

## كدي 3.2
م عدد من خصائص من أهمها المصحح الاملائي للمتصفح والبريد الالكتروني كما ادا التعاون من شركة ابل إلى زيادة سرعة المتصفح الخاص بكدي كنكرر

## كدي 3.3
في هذا الإصدار تم دمج بعض البرامج كما تم إضافة تحسينات كثيرة على برنامج كنكرر